# Touba (Senegal)
Touba je město ve středním Senegalu. V roce 2023 ve městě žilo 1 120 814 obyvatel a po Dakaru (od kterého leží asi 190 kilometrů východně) tak šlo o druhé nejlidnatější město v zemi. Významnou památkou ve městě je hrobka náboženského vůdce Amadoua Bamby, který město v roce 1887 založil. Vedle této hrobky dále stojí Velká mešita v Toubě. Město leží v nadmořské výšce asi 35 m n. m. Se sousedním městem Mbacké město tvoří nejvýznamnější aglomeraci středního Senegalu. 